# Tro-Bro Léon 2003
Il Tro-Bro Léon 2003, ventesima edizione della corsa, si svolse il 1º giugno su un percorso di 193 km. Fu vinto dal francese Samuel Dumoulin della Jean Delatour davanti al belga Philippe Gilbert e al francese Didier Rous.

## Ordine d'arrivo (Top 10)
| Pos. | Corridore          | Squadra                 | Tempo      |
| ---- | ------------------ | ----------------------- | ---------- |
| 1    | Samuel Dumoulin    | Jean Delatour           | 4h42'48"   |
| 2    | Philippe Gilbert   | FDJ                     | s.t.       |
| 3    | Didier Rous        | Brioches La Boulangère  | a 14"      |
| 4    | Stuart O'Grady     | Crédit Agricole         | a 1'31"    |
| 5    | Nico Mattan        | Cofidis                 | a 1'33"    |
| 6    | Frédéric Finot     | Jean Delatour           | a 1'39"    |
| 7    | Chris Peers        | Cofidis                 | a 3'31"    |
| 8    | Yoann Le Boulanger | MBK-Oktos-Saint-Quentin | a 3'34"    |
| 9    | Sylvain Chavanel   | Brioches La Boulangère  | a 0u-4'-4" |
| 10   | Yannick Talabardon | Big Mat-Auber '93       | a 3'46"    |